# Leioheterodon geayi
Leioheterodon geayi — вид змій родини Pseudoxyrhophiidae. Ендемік Мадагаскару.

## Поширення і екологія
Leioheterodon geayi поширені на південному заході острова Мадагаскару. Вони живуть в сухих тропічних лісах, саванах, на луках і в садах. Відкладають яйця.